# Dorycnium herbaceum
Dorycnium herbaceum là một loài thực vật có hoa trong họ Đậu. Loài này được VILLAR miêu tả khoa học đầu tiên năm 1779.

## Hình ảnh

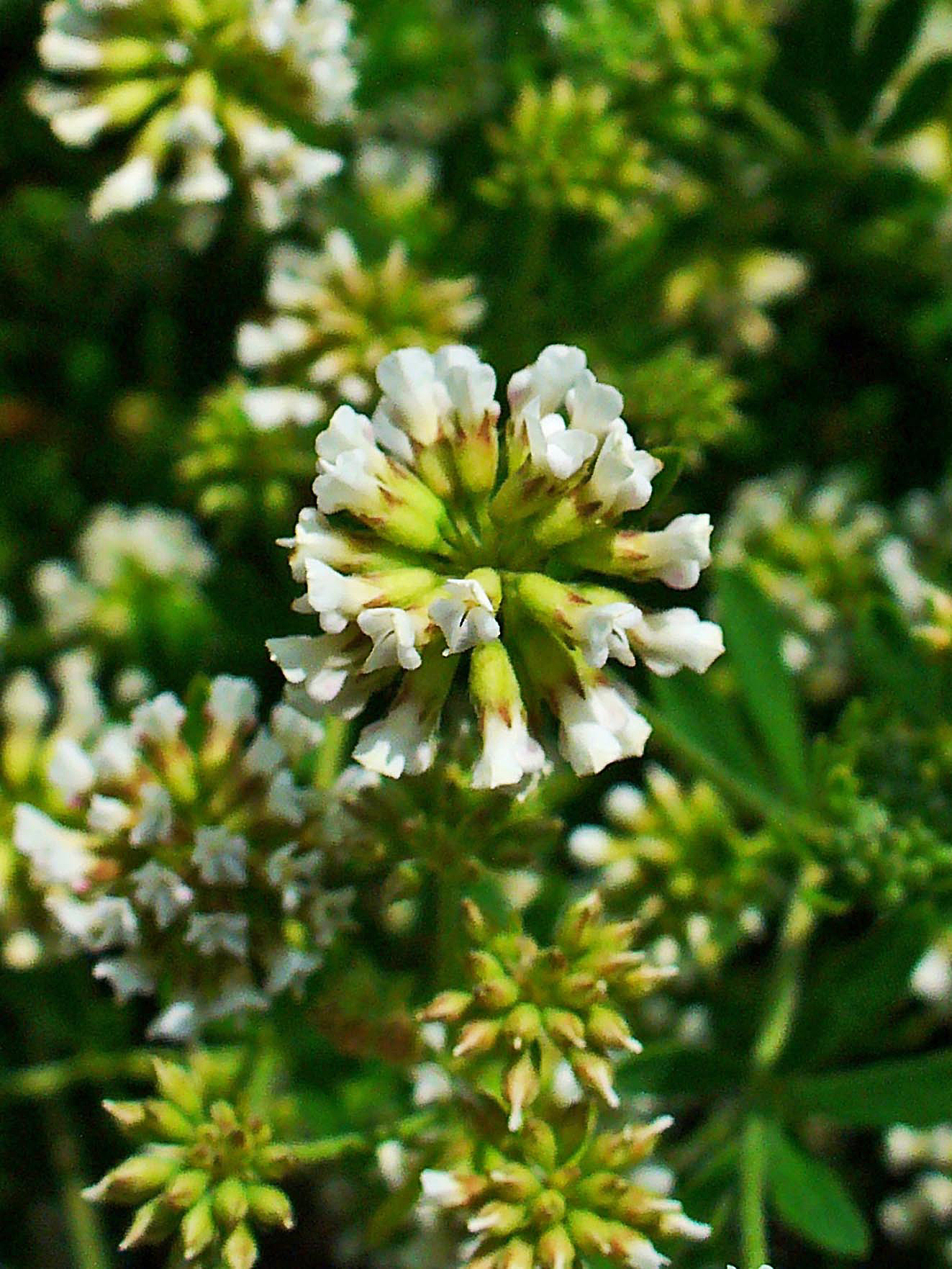